# Solanum pyrifolium
Solanum pyrifolium är en potatisväxtart som beskrevs av Jean-Baptiste de Lamarck. Solanum pyrifolium ingår i släktet skattor som ingår i familjen potatisväxter. Inga underarter finns listade i Catalogue of Life.